# Fotbal Fulnek
Fotbal Fulnek ist ein tschechischer Fußballverein aus dem nordmährischen Fulnek. Der Klub stieg seit 2004 Jahr für Jahr auf und spielte von 2007 bis 2009 in der 2. tschechischen Liga.

## Vereinsgeschichte
Der Verein wurde 1947 gegründet. In der Tschechoslowakei stand der Klub unter dem Patronat des örtlichen Waschmaschinenherstellers ROMO, hieß entsprechend TJ ROMO Fulnek und spielte keine Rolle im überregionalen Fußball.
Das änderte sich Anfang des 21. Jahrhunderts. Waschmaschinenbauer ROMO ging in Konkurs und zog sich aus der Unterstützung des Vereins zurück. Der Unternehmer Roman Mroček wurde Mäzen und Sponsor des Klubs, der jetzt nur noch TJ Fulnek hieß.
In der Saison 2003/04 stieg die Mannschaft aus der sechstklassigen 1. A třída auf, ein Jahr später feierte die Mannschaft dann den Aufstieg in die viertklassige Divize. Auch dort wurde Fulnek Meister und spielte 2006/07 in der MSFL, der dritthöchsten tschechischen Spielklasse.
Vor der Saison wurde die Fußballabteilung aus dem Gesamtsportverein TJ Fulnek ausgegliedert und ein eigenständiger Verein mit dem Namen Fotbal Fulnek gegründet. Der Fußballplatz erhielt eine Tribüne für 500 Zuschauer und wurde so ausgebaut, dass er den Kriterien für die 2. Liga entsprach.
Mit einigen ehemaligen Erstligaspielern, darunter Radek Slončík, Michal Kovář und Jiří Kowalík, gewann das Team die MSFL und stieg in die 2. Liga auf, aus der das Team am Ende der Saison 2008/09 jedoch wieder absteigen musste. In der Saison 2009/10 geriet Fulnek in finanzielle Schwierigkeiten und stellte nach der Hinrunde den Spielbetrieb ein. Alle Ergebnisse des Vereins wurden annulliert.

## Vereinsnamen
- 1947 TJ ROMO Fulnek
- 199? TJ Fulnek
- 2006 Fotbal Fulnek a.s.

## Trainer
- Miroslav Kouřil (2006–2007)
- Václav Daněk (2007–2008)